# 九邊形數
九邊形數是一种可以排列成九邊形的多邊形數。

## 计算公式
第n個九邊形數的計算公式如下：
{\displaystyle {\frac {7n^{2}-5n}{2}}}

## 10000以内的九边形数
小于10000的53个九邊形數按从小到大的顺序排成的数列如下：
1、9、24、46、75、111、154、204、261、325
396、474、559、651、750、856、969、1089、1216、1350
1491、1639、1794、1956、2125、2301、2484、2674、2871、3075
3286、3504、 3729、3961、4200、4446、4699、4959、5226、5500
5781、6069、6364、6666、6975、7291、7614、7944、8281、8625
8976、9334、9699（OEIS數列A001106）
九邊形數的奇偶排列為奇-奇-偶-偶。
九邊形數N(n)，可一使用T(n)（三角形數）來表示：
{\displaystyle {7N(n)+3=T(7n-3)}}